# Timber (Walibi Rhône-Alpes)
Timber in Walibi Rhône-Alpes (Les Avenières, Auvergne-Rhône-Alpes, Frankreich) ist eine Holzachterbahn des Herstellers Gravitykraft Corporation, die am 9. April 2016 eröffnet wurde.
Die 446,2 m lange Strecke erreicht eine Höhe von 17 m und verfügt über eine 16,7 m hohe erste Abfahrt von 59°. Die Höchstgeschwindigkeit beträgt 64,4 km/h und es existieren elf Airtimemomente. Bau und Konstruktion der Bahn haben 4,2 Mio. Euro gekostet.

## Züge
Timber besitzt zwei Timberliner-Züge mit jeweils sechs Wagen. In jedem Wagen können zwei Personen (eine Reihe) Platz nehmen.